# 278591 Salò
278591 Salò è un asteroide della fascia principale. Scoperto nel 2008, presenta un'orbita caratterizzata da un semiasse maggiore pari a 2,3551089 UA e da un'eccentricità di 0,1200454, inclinata di 7,87815° rispetto all'eclittica.
L'asteroide è dedicato all'omonima località italiana.